# Thai pepper

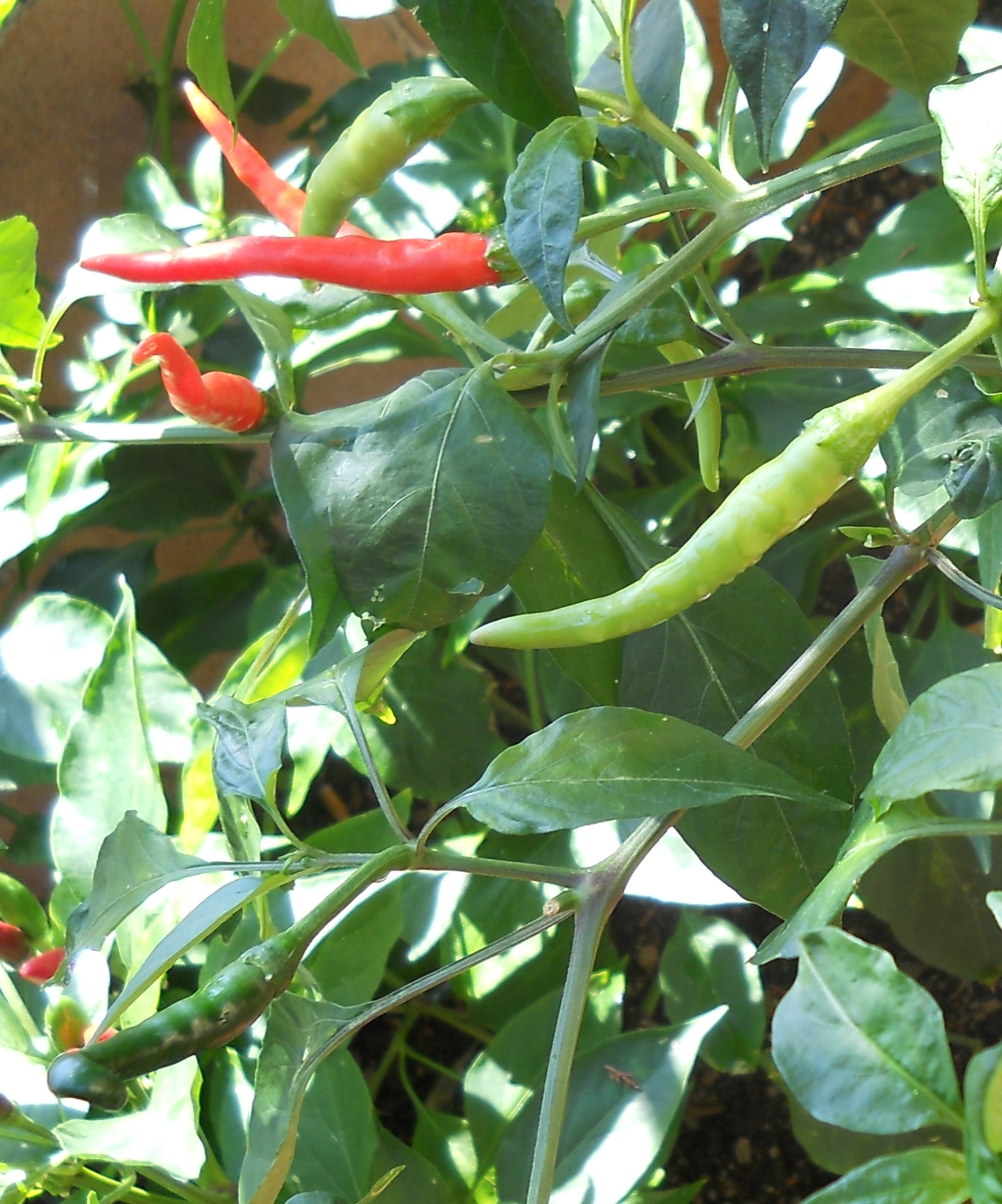
Peperoncini acerbi verdi e maturi rossi

Thai pepper (anche conosciuto come thai dragon) è una cultivar di peperoncino della specie Capsicum annuum.
Apparentemente è simile al Caienna, se non fosse per i semi che sono allungati ed irregolari e per la piccantezza, superiore rispetto al Caienna.

## Caratteristiche
La pianta è vigorosa e rigogliosa (raggiunge e supera il metro e mezzo di altezza e produce continue ramificazioni che si riempiono di frutti). I frutti acerbi sono più piccanti e possono avere due distinte colorazioni: verde chiaro e verde scuro, secondo la pianta di origine, ma completata la maturazione si presentano tutti di colore rosso vivo e poco carnosi. Il grado di piccantezza varia tra i 50.000 e i 150.000 SHU della scala di Scoville. Consumandoli poco prima della maturazione completa, i peperoncini possiedono un particolare sapore molto fruttato, avvertibile nonostante l'estrema piccantezza.

## In gastronomia
Nella cucina thailandese e laotiana, il thai pepper viene utilizzato in svariate pietanze tra cui i curry locali, le insalate piccanti e in diversi piatti fritti al salto. Particolarmente diffusa è la nam pla phrik, salsa utilizzata in Thailandia come condimento salato e particolarmente piccante a base di salsa di pesce; in Laos prende il nome jeow pa mak phet.
Il thai pepper è molto utilizzato anche nella cucina vietnamita per cucinare zuppe, insalate e piatti fritti al salto. Una versione vietnamita più elaborata e meno piccante della salsa nam pla phrik è la nước chấm. Queste salse sono molto diffuse in questi Paesi, dove si aggiungono a piacere sui piatti già pronti e sono sempre presenti in tavola; per i gusti locali sostituiscono i condimenti come il sale e il pepe di altre tradizioni gastronomiche.